# 이화 벽화마을
이화 벽화마을(梨花 壁畵마을)은 서울특별시 종로구 이화동에 위치한 벽화마을이다. 대학로 동쪽, 낙산공원 바로 아래에 위치한다.

## 역사

### 마을의 형성
이화동은 조선 시대 쌍계동(雙溪洞)이라 불렸으며, 양반들이 풍류를 즐기던 도성 내 5대 명소 중 한 곳으로 꼽혔다. 일제 강점기에는 일본인을 위한 고급 주택단지가 조성되었고, 해방 이후 이승만 정부 시기에는 이화장 일대의 불량주택 개선을 목적으로 국민주택이 조성되었다.

### 낙산프로젝트
2006년 문화체육관광부는 정주 여건 개선을 위하여 복권기금을 이용한 도시예술 캠페인을 진행하였다. 이 캠페인에서 총 열한 곳의 지역이 선정되었으며, 민간단체인 공공미술추진위원회에서 이를 주관하였다. 2006년 9월부터 12월까지 약 3억 5천만 원의 예산으로 이화동과 동숭동 일대에 주민과 예술인, 대학생과 자원봉사자의 참여로 벽화가 그려졌다. 그리하여 이화마을 곳곳에 그림과 조형물이 탄생하였다.
이 프로젝트의 결과로 이화 벽화마을은 건물과 주변 환경, 예를 들어 화분, 전봇대, 돌담, 계단 심지어 벽의 균열까지 예술의 일부가 되었다. 나중에는 다른 방문 예술가들이 방문하여 전국적으로 비슷한 프로젝트를 실행하게 되었다. 이화 벽화마을은 TV프로그램이나 각종 드라마 영화의 배경으로 등장하면서 관광객들의 명소가 되었다.

### 확장과 철거
2013년 예술가들은 다시 협업하여, 100개가 넘는 작업물을 가져와 60개 전시물을 벽화마을에 추가하였다. 전문 예술가와 국민대, 건국대, 중앙대, 단국대, 이화여대 학생들이 벽화 제작에 재능기부를 하였다. 2014년 낙산성곽서1길 좌우로 방치되었던 국민주택 일대에 ‘이화동 마을박물관’ 프로젝트가 시작되면서 현지인과 관광객들이 찾는 관광지가 늘어났다. 2016년에는 대한민국의 다양한 현지 문화를 체험하는 관광 경향이 높아짐에 따라 중국인 관광객이 가장 많이 검색한 장소 5위에 선정되기도 하였다.
이화 벽화마을의 방문객들은 사생활 침해를 포함하여 지역 주민들에게 많은 문제를 일으켰다. 과도관광(overtourism)을 견디지 못한 주민들은 2016년 4월, 일부 벽화를 철거하였다. 2013년에 보수공사를 진행한 꽃 계단과 물고기 계단은 이화 벽화마을에서 가장 유명하였으나, 회색 페인트로 덧칠되었다.

## 문제점
2006년의 미술 프로젝트는 사람들을 다시 돌아오게 했고, 예술 작품과 공동 정원을 갖춘 공동체 의식을 가져왔다. 하지만 관광객들의 유입과 쓰레기, 소음문제가 일어나자 주민들은 이런 변화가 더 좋은 것인지 의문을 가졌다. 프로젝트가 시작된 지 약 1년 후에 주민들은 벽화 제거를 요청하였고 그것은 벽화의 절반 이상에 달하였다.
2010년 9월에는 KBS2 1박 2일에서 이승기가 이화 벽화마을을 방문하여 날개 벽화 앞에서 방송을 촬영하였다. 그 이후 관광객들 사이에서 하얀 천사 날개 벽화가 인기를 끌며 문제가 생기자 결국 벽화를 그린 사람이 직접 벽화를 철거하였다. 해당 벽화의 작가는 2010년 11월 왕십리역 광장에 날개 벽화를 옮겨 그렸다. 한편 날개 벽화는 대학생 자원봉사자에 의하여 2013년 다른 위치에 새롭게 그려졌다.
벽화 마을이 유명해질수록 관광객들이 급증하여 소음과 무분별한 사진 촬영, 쓰레기 무단 투기 등 문제가 끊임없이 발생하자, 2013년 종로구는 벽화마을이 관광지이기 이전에 주민의 생활공간임을 알리고 지역주민의 정주권을 보호하면서 관광객의 관광태도 변화를 유도하기 위해 ‘정숙관광캠페인’을 시행하였다. 이렇듯 관광객으로 인한 피해가 늘자 2018년 서울특별시는 ‘관광허용시간제’의 도입을 검토하고 있다. 이화벽화마을과 같은 문제점이 나타난 북촌 한옥마을에서는 주민 의견수렴을 거쳐 관광허용시간제를 시행할 예정이다.

## 방송
이화 벽화마을은 각종 영화와 드라마, 예능 프로그램 등에 등장하였다.
- 《1박 2일》 2010년 9월 26일 방송[19] - 이승기가 흰 날개가 그려진 벽화 앞에서 담벼락에서 사진 미션을 수행하였다. 이 방송을 통해 날개 벽화는 더 유명해져, 다른 지역의 벽화마을에서도 흰 날개 그림을 볼 수 있게 되었다.
- 《오직 그대만》 2011년 영화
- 《우리 결혼했어요 시즌 4》 2012년 11월 24일 방송[20]
- 《옥탑방 왕세자》 2012년 5월 24일 방송[21] - 배우 한지민이 이화 벽화마을에서 배우 박유천과 찍은 사진을 페이스북에 게시하였다.
- 《빛나라 은수》 2017년 2월 21일 방송[22] - 배우 이영은 (1982년)이 이화 벽화마을의 도로에서 찍은 현장 사진을 인스타그램에 게시하였다.

## 사진
- 위키미디어 공용에 이화 벽화마을 관련 미디어 분류가 있습니다.

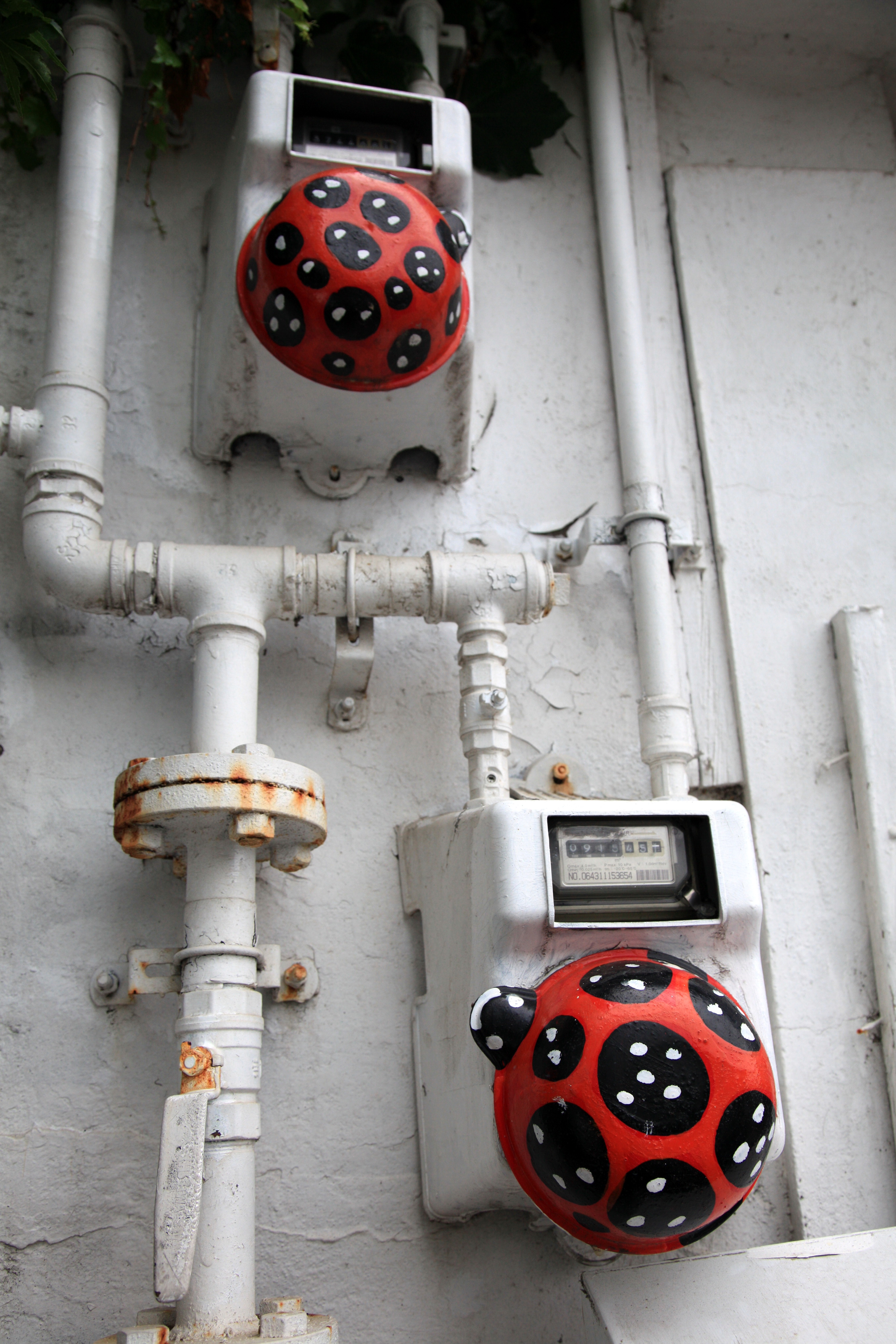
무당벌레 구조물
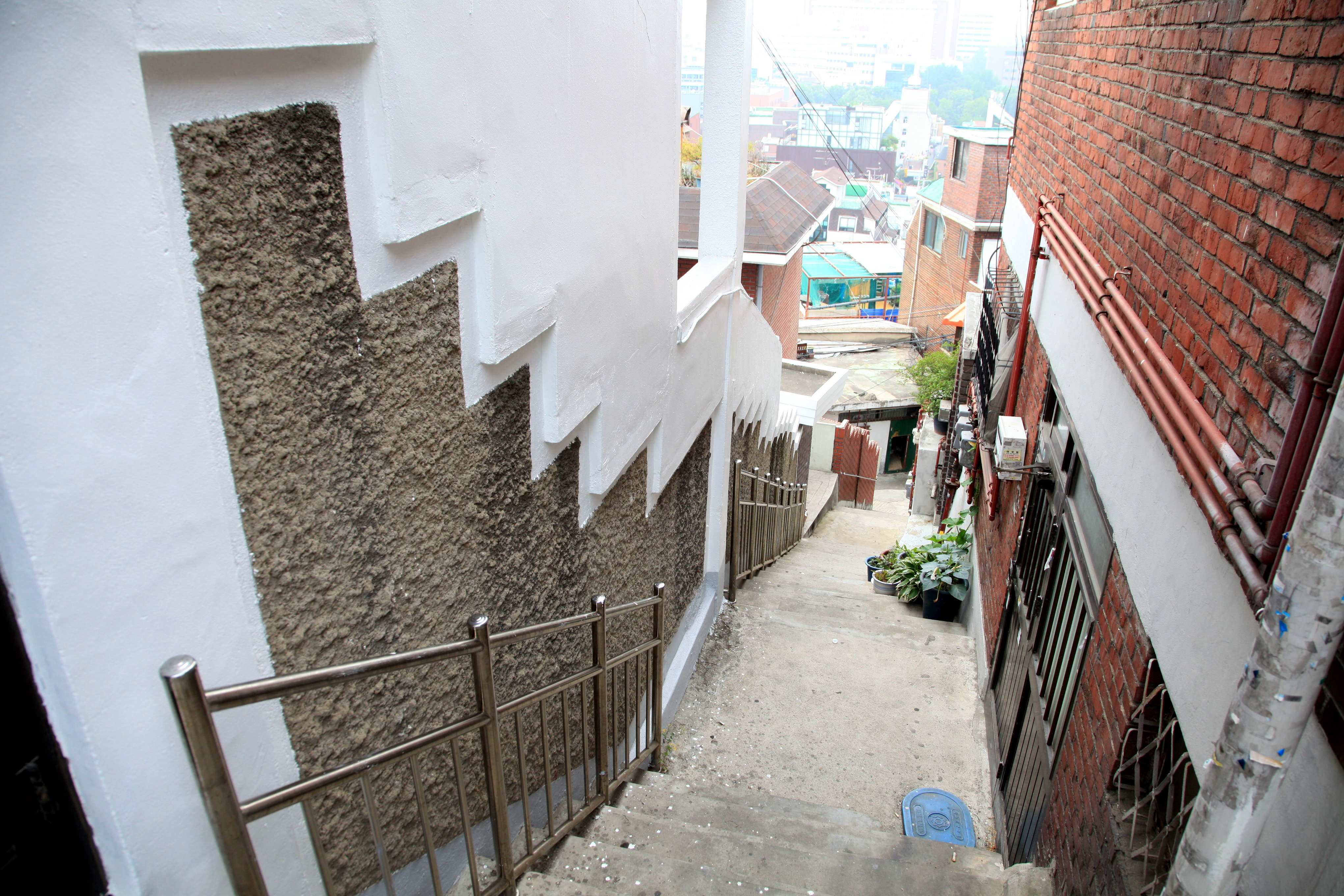
계단
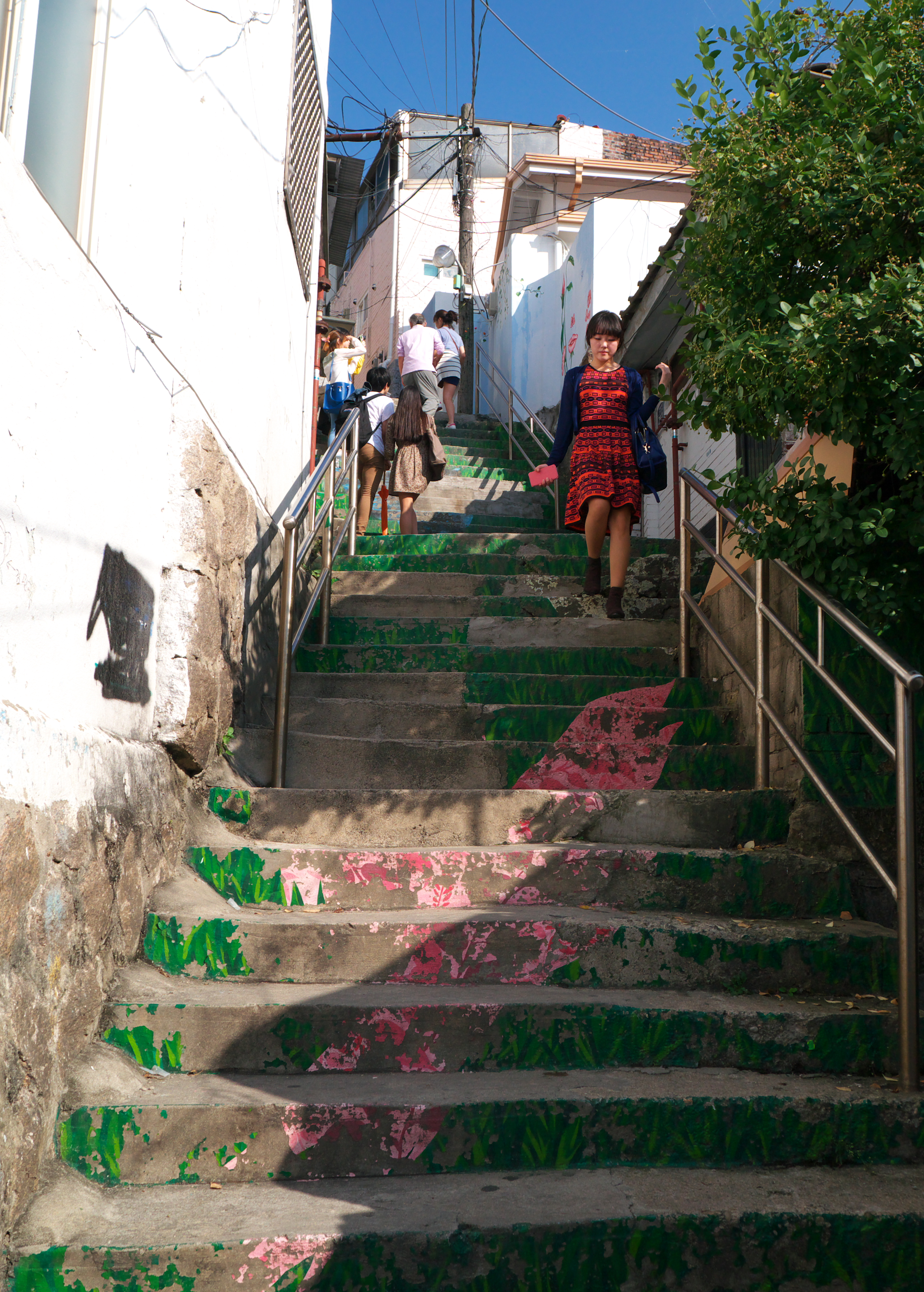
비둘기 계단 (철거됨)
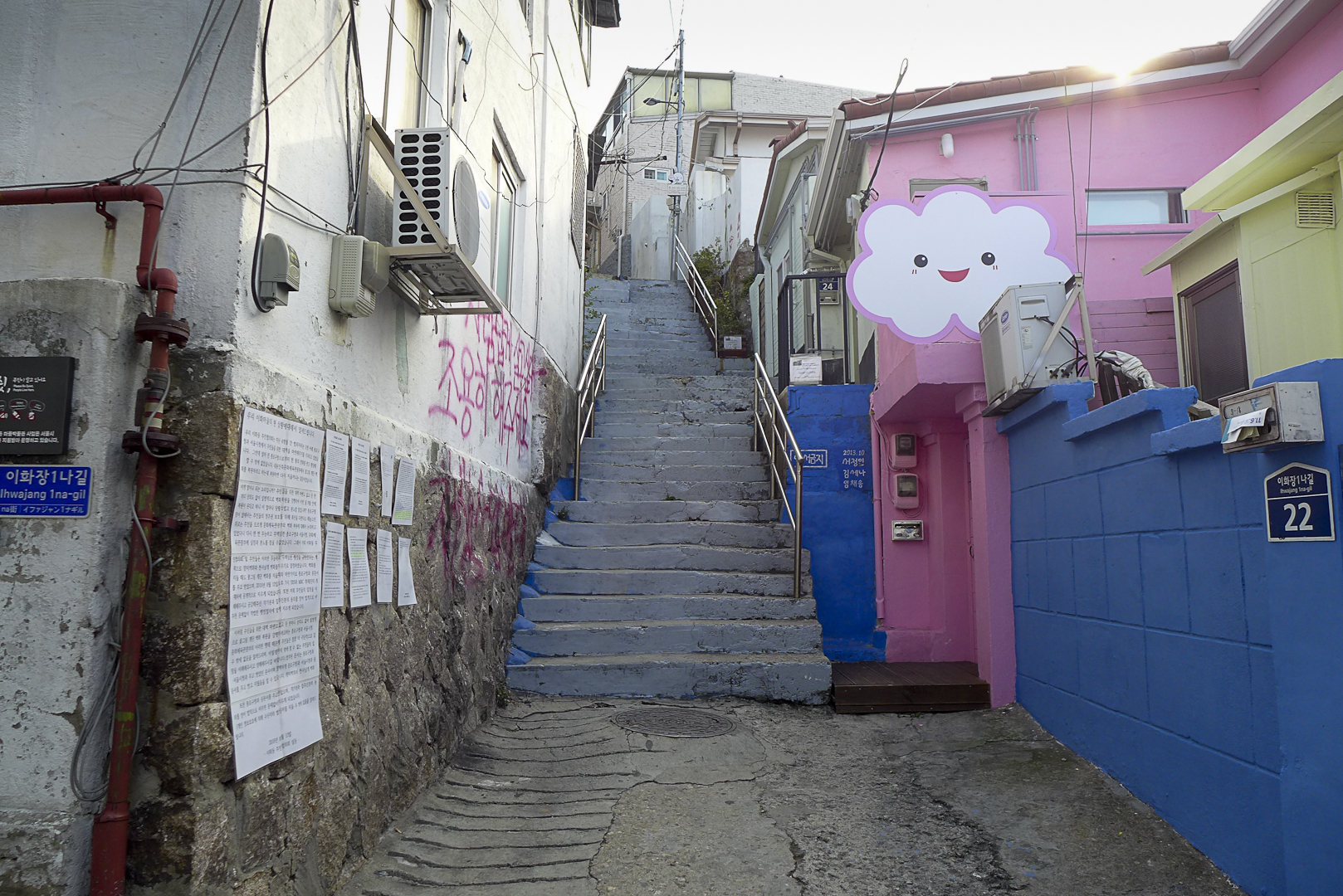
덧칠된 물고기 계단
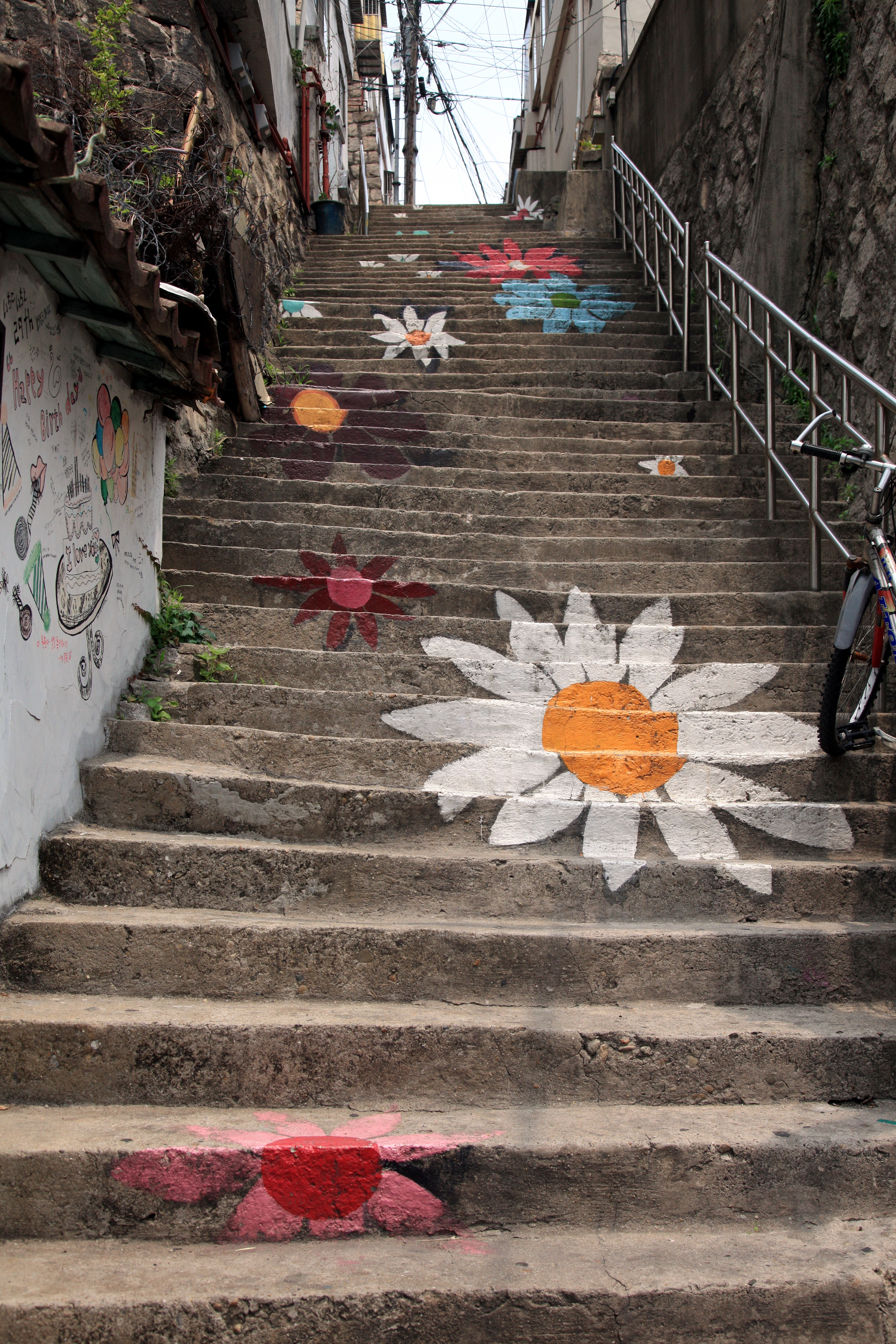
꽃 계단 (철거됨)